# Eleccions al Consell General dels Pirineus Orientals
Les eleccions cantonals als Pirineus Orientals permeten escollir els consellers generals dels Pirineus Orientals.
La duració del mandat d'un conseller general és de sis anys. Els consells generals són renovats per la meitat cada tres anys.
Aquestes eleccions tenen lloc generalment el mateix dia que de les eleccions municipals o regionals.